# Vladimir Ipatieff
Vladimir Nikolaïevitch Ipatieff ou Ipatiev (en russe : Владимир Николаевич Ипатьев ; en anglais : Vladimir Nikolaevich ou Nikolayevich Ipatieff), né le 9 novembre 1867 (21 novembre dans le calendrier grégorien) à Moscou (Empire russe) et mort le 29 novembre 1952 à Chicago (États-Unis), est un chimiste russe naturalisé américain, principalement connu pour ses travaux dans le domaine de la pétrochimie et des catalyseurs.

## Biographie
Né à Moscou, Ipatieff étudie tout d'abord l'artillerie à l'Académie d'artillerie Mikhaïlovskaïa de Saint-Pétersbourg, avant de se tourner vers des études de chimie en Russie (sous la direction d'Alexeï Favorski (en)) et en Allemagne. Si ses premiers travaux sont consacrés à l'étude des métaux et des explosifs, c'est par ses recherches sur les méthodes de catalyse à haute pression qu'il se fait un nom dans le milieu de la chimie ; les autoclaves en acier massif qu'il utilise pour ses réactions sont d'ailleurs parfois surnommés bombes Ipatieff. Au début de la Première Guerre mondiale, Ipatieff met sur pied un laboratoire spécialisé dans la conception et la protection contre les armes chimiques à Saint-Pétersbourg, en collaboration avec l'armée impériale russe (qui l'élève au grade de lieutenant-général). Il est par ailleurs élu à l'Académie russe des sciences en 1916.
Après la révolution russe — et bien que la villa Ipatiev d'Ekaterinbourg, propriété de sa famille, soit réquisitionnée par les bolchéviques pour y emprisonner puis exécuter les membres de la famille impériale déchue —, Vladimir Ipatieff met de côté ses sympathies politiques pour le Parti cadet et accepte de travailler avec le nouveau gouvernement en tant que conseiller spécialisé et inspecteur du Conseil suprême de l'économie nationale. Il joue également un rôle actif dans la création et la direction de plusieurs grands centres de recherches chimiques en Russie soviétique, au point que Lénine le surnomme « le capitaine de notre industrie chimique ». Il prend la présidence l'Institut des sciences et techniques en 1920, mais ses liens avec le pouvoir pré-révolutionnaire finissent par le rattraper : en 1926, il est démis de ses fonctions et relégué au poste de vice-président de la section chimique du Conseil suprême de l'économie nationale. De 1928 à 1929, alors qu'il est encore le plus jeune membre de l'Académie des sciences, il doit mener des négociations pour y faire entrer Nikolaï Boukharine et quelques autres membres du parti communiste, préservant ainsi l'institution d'un conflit avec le régime. C'est à cette époque qu'il commence à se sentir sérieusement menacé, du fait de son passé dans l'armée tsariste et de son amitié avec certains des condamnés du procès du parti industriel (en). En juin 1930, il retire une petite somme d'argent de ses comptes avant d'assister à une conférence de l'industrie à Munich. Il invite son épouse à l'accompagner et lui suggère au dernier moment d'emporter ses bijoux, « au cas où [ils iraient] danser ». Alors que le train arrivait à la frontière polonaise, il lui annonce finalement : « Chérie, jette un dernier regard vers la Mère Russie. Tu ne la reverras plus jamais. » Bien qu'il ne parle pas un mot d'anglais, le couple s'enfuit aux États-Unis.
Une fois sur place, Ipatieff se voit accorder un poste de professeur de chimie axé sur la recherche à l'université Northwestern d'Evanston, dans la banlieue de Chicago. Avec son assistant Herman Pines (en), il développe de nouveaux mélanges de carburants et des procédés d'amélioration des performances de moteurs ; ces innovations, adoptées par la Royal Air Force, sont considérées comme l'un des facteurs ayant permis à celle-ci de surpasser l'aviation allemande durant la Seconde Guerre mondiale. Par la suite, Ipatieff consacre de plus en plus de temps aux applications commerciales de ses avancées en chimie des carburants, entamant notamment une étroite collaboration avec la firme pétrolière UOP LLC (en).
Avec ses étudiants, il est à l'origine d'importantes contributions à la synthèse organique et au raffinage du pétrole. Il est considéré comme l'un des fondateurs de la pétrochimie moderne aux États-Unis.
Au cours de ses années américaines, le couple Ipatieff adopte deux filles russes, comblant ainsi l'absence de ses trois fils Dmitri (mort pendant la Première Guerre mondiale), Nikolaï (membre du mouvement blanc, réfugié en Afrique après la guerre civile russe et mort en testant un traitement qu'il a inventé contre la fièvre jaune) et Vladimir (chimiste comme son père, arrêté par les autorités soviétiques en réponse à la défection de celui-ci).
Ipatieff meurt subitement à Chicago en 1952. Il laisse derrière lui plus de 200 brevets et 300 articles de recherche.

## Prix Ipatieff
L'American Chemical Society, après avoir reçu une importante dotation de l'entreprise UOP (en), crée en retour une récompense scientifique spéciale, le prix Ipatieff. Décerné tous les trois ans, le prix Ipatieff récompense des travaux expérimentaux remarquables dans le domaine de la catalyse ou de la chimie à haute pression réalisés par des chercheurs de moins de 40 ans.
| Année | Lauréat                    |
| ----- | -------------------------- |
| 2022  | Phillip Christopher        |
| 2019  | Ive Hermans                |
| 2016  | Aditya Bhan                |
| 2013  | Melanie Sanford (en)       |
| 2010  | Christopher W. Jones (en)  |
| 2004  | Raul F. Lobo               |
| 2001  | Joan Brennecke (en)        |
| 1998  | Andrew J. Gellman (en)     |
| 1995  | Marc Barteau               |
| 1992  | Mark E. Davis (en)         |
| 1989  | Alexander Klibanov (en)    |
| 1986  | Robert Hazen               |
| 1983  | D. Wayne Goodman           |
| 1980  | Denis Forster              |
| 1977  | Charles A. Eckert          |
| 1974  | George A. Samara           |
| 1971  | Paul B. Venuto             |
| 1968  | Charles R. Adams           |
| 1965  | Robert H. Wentorf Jr. (en) |
| 1962  | Charles Kemball (en)       |
| 1959  | Cedomir M. Sliepcevich     |
| 1956  | Harry G. Drickamer (en)    |
| 1953  | Robert B. Anderson         |
| 1950  | Herman E. Ries             |
| 1947  | Louis Schmerling           |